# Xysticus kurilensis
Xysticus kurilensis là một loài nhện trong họ Thomisidae.
Loài này thuộc chi Xysticus. Xysticus kurilensis được Embrik Strand miêu tả năm 1907.